# Piper oblongatum
Piper oblongatum är en pepparväxtart som beskrevs av Opiz.. Piper oblongatum ingår i släktet Piper och familjen pepparväxter. Inga underarter finns listade i Catalogue of Life.